# Zur Blauen Sonne (Breslau)

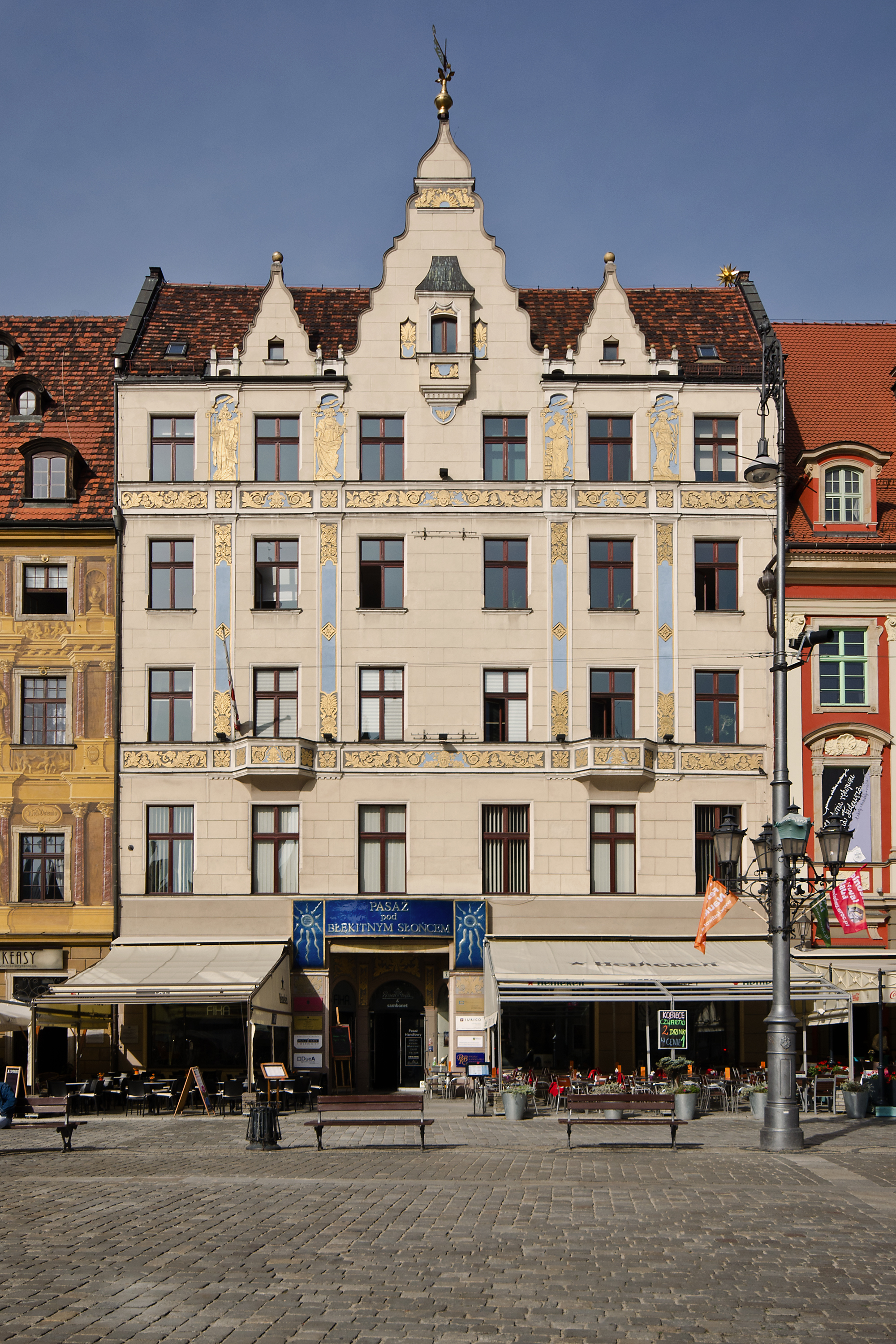
Das Haus zur Blauen Sonne

Das Haus Zur Blauen Sonne (polnisch Kamienica Pod Błękitnym Słońcem) ist ein Gebäude am Breslauer Großen Ring. Es liegt an der Westseite des Platzes (Nr. 7).

## Geschichte
Im 16. Jahrhundert wurde das Gebäude als Gasthof genutzt. Die heutige Fassade im Stil der Neorenaissance stammt aus dem Jahr 1902. Im Gebäude befindet sich ein Durchgang zur dahinter liegenden Straße Ulica Kielbasnice. 1997 wurde das Gebäude aufwändig saniert, wobei der Durchgang zu Büro- und Ladenräumen umgebaut und mit einem gläsernen Dach versehen wurde. Im Erdgeschoss befindet sich das Café Coffee Planet.